# Dactylorhiza romana
Dactylorhiza romana är en orkidéart som först beskrevs av Francesco Antonio Sebastiani, och fick sitt nu gällande namn av Károly Rezsö Soó von Bere. Dactylorhiza romana ingår i Handnyckelsläktet som ingår i familjen orkidéer.

## Underarter
Arten delas in i följande underarter:
- D. r. georgica
- D. r. guimaraesii
- D. r. romana

## Bildgalleri

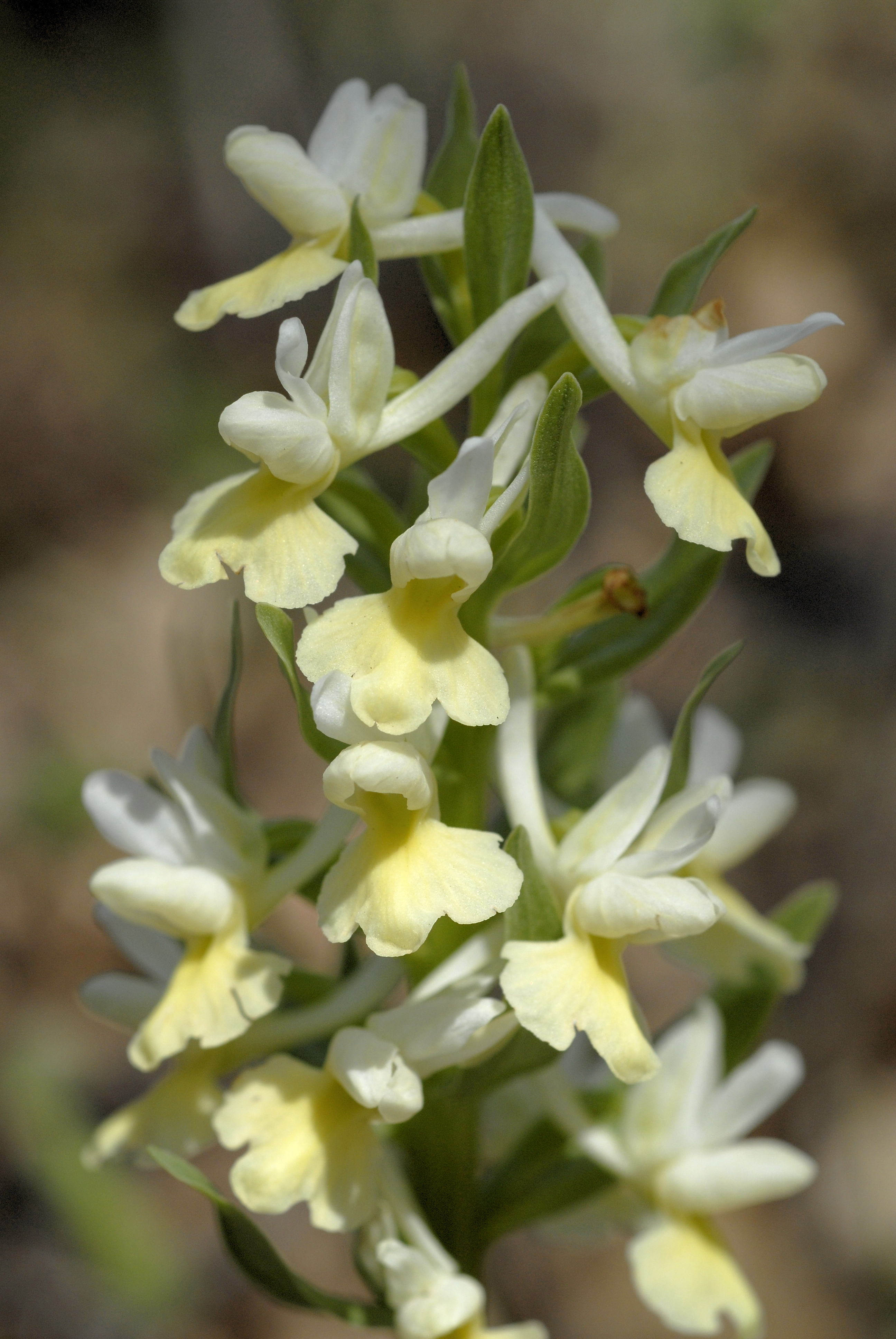
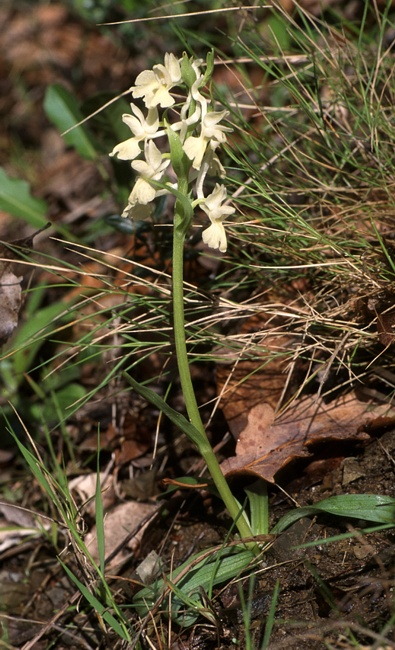
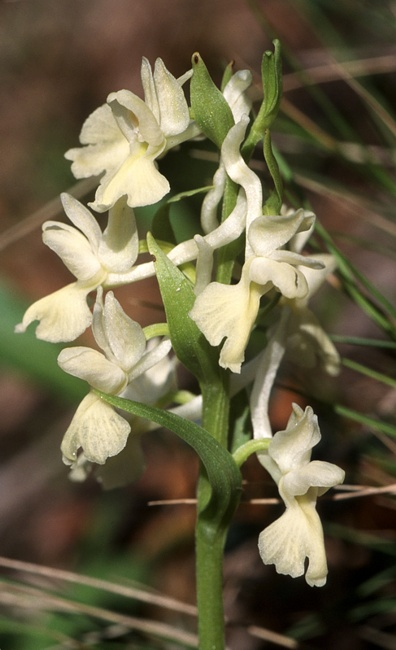
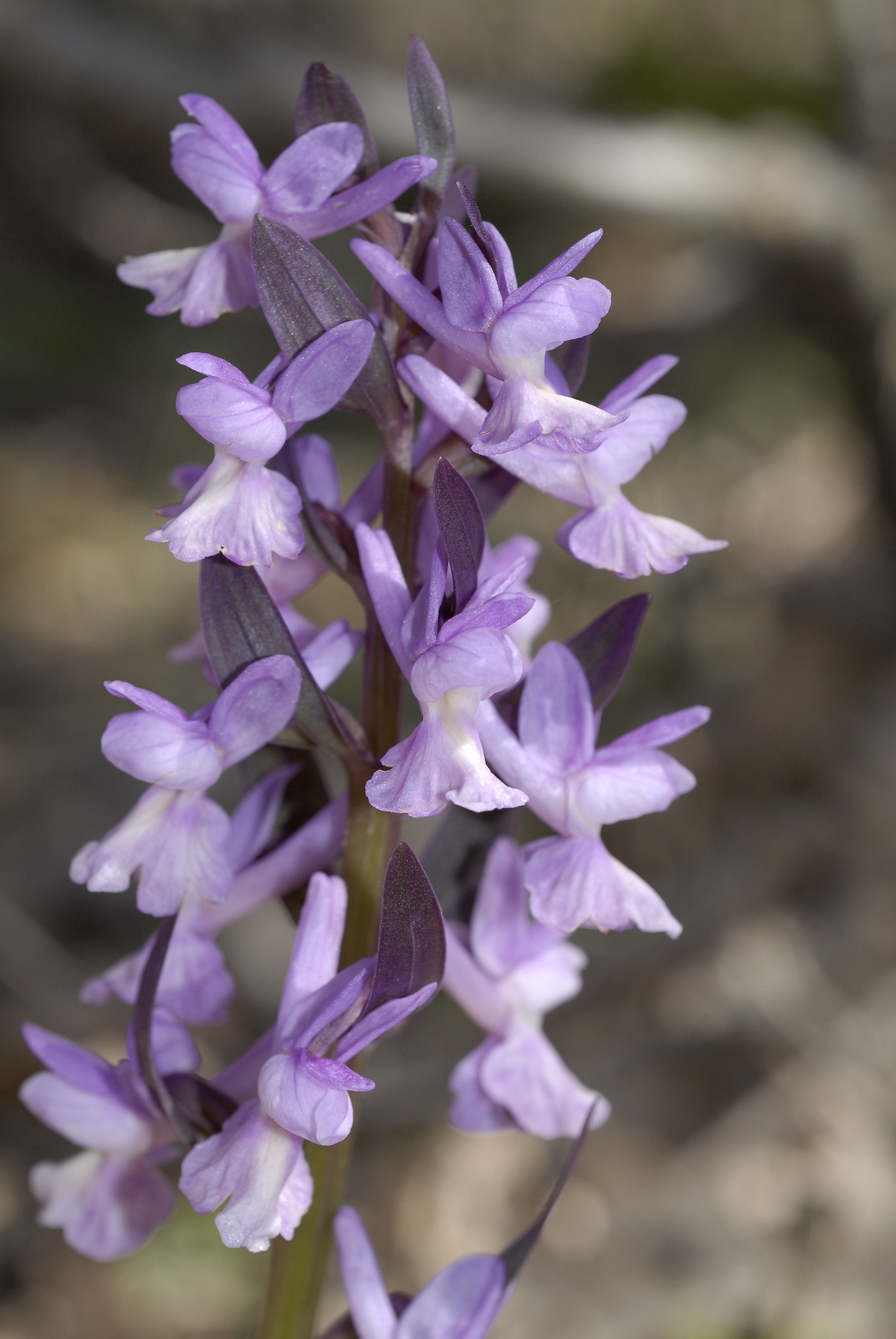
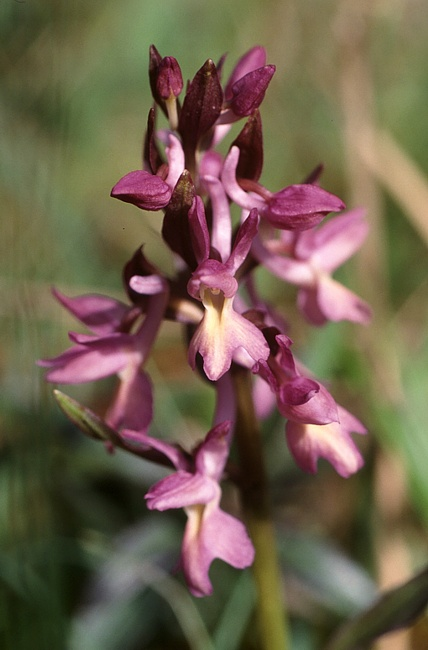
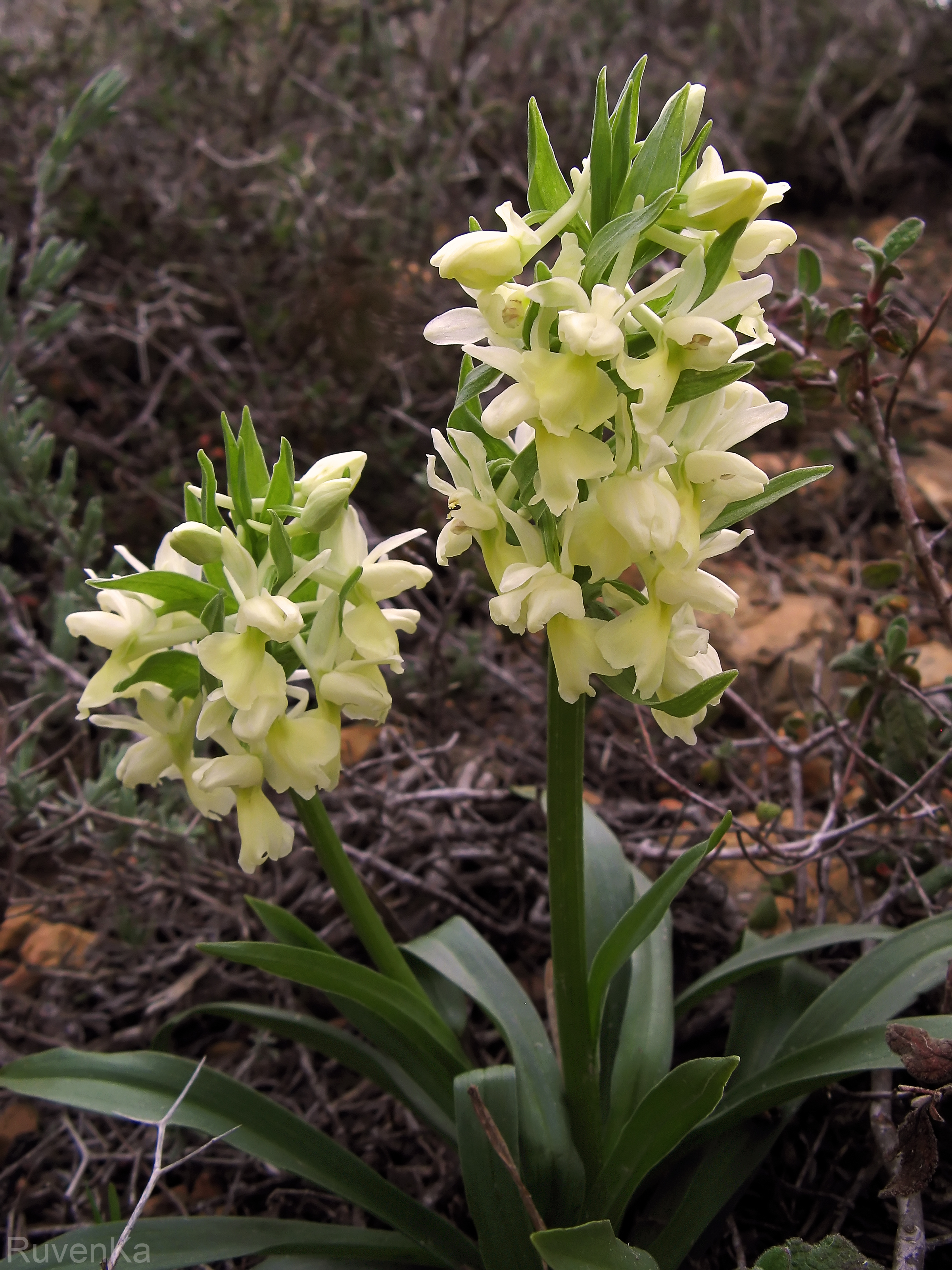